# دلو (شهر)
دلو هو الشهر الحادي عشر في التقويم الهجري الشمسي ويتكوّن من 30 يوما. يسمى بهمن في تقويم إيران الحالي. يبدأ دلو (في علم التنجيم) عندما تكون الشمس في برج الدلو فلكيا.
شهر الدلو يطابق کثیرا من الأحیان: من 21 يناير إلى 19 فبراير الميلادي غالباً.

## أحداث
- 22 دلو سنة 1357 هجري شمسي ثورة ايران بقيادة الخميني.